# Ricordi (Pinguini Tattici Nucleari)
Ricordi è un singolo del gruppo musicale Italiano Pinguini Tattici Nucleari, pubblicato il 23 settembre 2022 come terzo estratto dal quinto album in studio Fake News.

## Descrizione
La copertina del singolo mostra una vecchia foto di una coppia di sposi: lui ha la testa da elefante (animale noto per la sua ottima memoria), mentre lei da boccia con un pesce all’interno (che dimentica tutto ogni volta in cui si gira nella boccia d’acqua). Il brano, descritto da Riccardo Zanotti, oltre che sembrare una canzone d'amore affronta la malattia di Alzheimer:

## Accoglienza
Fabio Fiume di All Music Italia ha assegnato al brano un punteggio di 7 su 10, scrivendo che la band appare «matura» rispetto ai precedenti progetti, trovandola più elaborata «nella costruzione, nei vari cambi d’intenzione durante il suo scorrere». Giuditta Avellina di GQ Italia lo descrive come un brano a «luci e ombre; [...] come se la canzone si disvelassi pian piano, come in ogni storia d'amore che si rispetti, rivelasse un passo per volta le proprie contraddizioni».
Gabriele Fazio dell'Agenzia Giornalistica Italia definisce il singolo «splendido», capace di «incidere qualcosa che sia significativo per chi ascolta», trovandolo «la perfetta traduzione di sentimenti per i quali non sono state inventate parole precise».

## Video musicale
Il videoclip del brano, diretto da Lorenzo Silvestri e Andrea Santaterra, è stato pubblicato il 21 ottobre 2022 attraverso il canale YouTube del gruppo musicale. I protagonisti del video sono gli attori Sergio Rubini ed Eleonora Ivone. Nel video è Rubini ad essere affetto dalla malattia descritta nella canzone.

## Tracce
Testi di Riccardo Zanotti, musiche di Enrico Brun, Riccardo Zanotti e Giorgio Pesenti.
1. Ricordi – 3:22

## Classifiche

### Classifiche settimanali
| Classifica (2022) | Posizione massima |
| ----------------- | ----------------- |
| Italia            | 1                 |

### Classifiche di fine anno
| Classifica (2022) | Posizione |
| ----------------- | --------- |
| Italia            | 39        |
| Classifica (2023) | Posizione |
| Italia            | 34        |

## Riconoscimenti
- Videoclip Italia Awards
  - 2023 – Candidatura al miglior videoclip pop[14]